# Європейська політична спільнота (2022)
Європейська політична спільнота або Європейське політичне співтовариство (ЄПС) — це платформа для політичних і стратегічних дискусій щодо майбутнього Європи, заснована після російського вторгнення в Україну в 2022 році. Група вперше зустрілася в жовтні 2022 року в Празі з учасниками з 44 європейських країн, а також Президентом Європейської Ради та Президентом Європейської Комісії.

## Історія
ЄПС була запропонована президентом Франції Емманюелем Макроном у травні 2022 року після російського вторгнення в Україну раніше того року, коли він обіймав посаду президента Ради Європейського Союзу. 23–24 червня 2022 року він офіційно представив його на засіданні Європейської Ради. Група зібралася 6 жовтня 2022 р.; лідери 44 держав зробили спільне фото. Росію та Білорусь свідомо усунули від участі.

## Мета
Метою ЄПС є надання платформи для координації політики для європейських країн на всьому континенті та сприяння політичному діалогу та співпраці для розв'язання питань, що становлять спільний інтерес, з метою зміцнення безпеки, стабільності та процвітання європейського континенту, зокрема, щодо європейської енергетичної кризи. Окрім держав-членів ЄС, до складу спільноти увійшли такі країни, як Вірменія, Азербайджан, Грузія, Ісландія, Молдова, Туреччина, Україна та Велика Британія.
Під час першого саміту було досягнуто домовленості про розгортання місії під керівництвом Європейського Союзу на вірменській стороні кордону з Азербайджаном на період у два місяці моніторингу після кризи на вірменсько-азербайджанському кордоні.

## Саміти

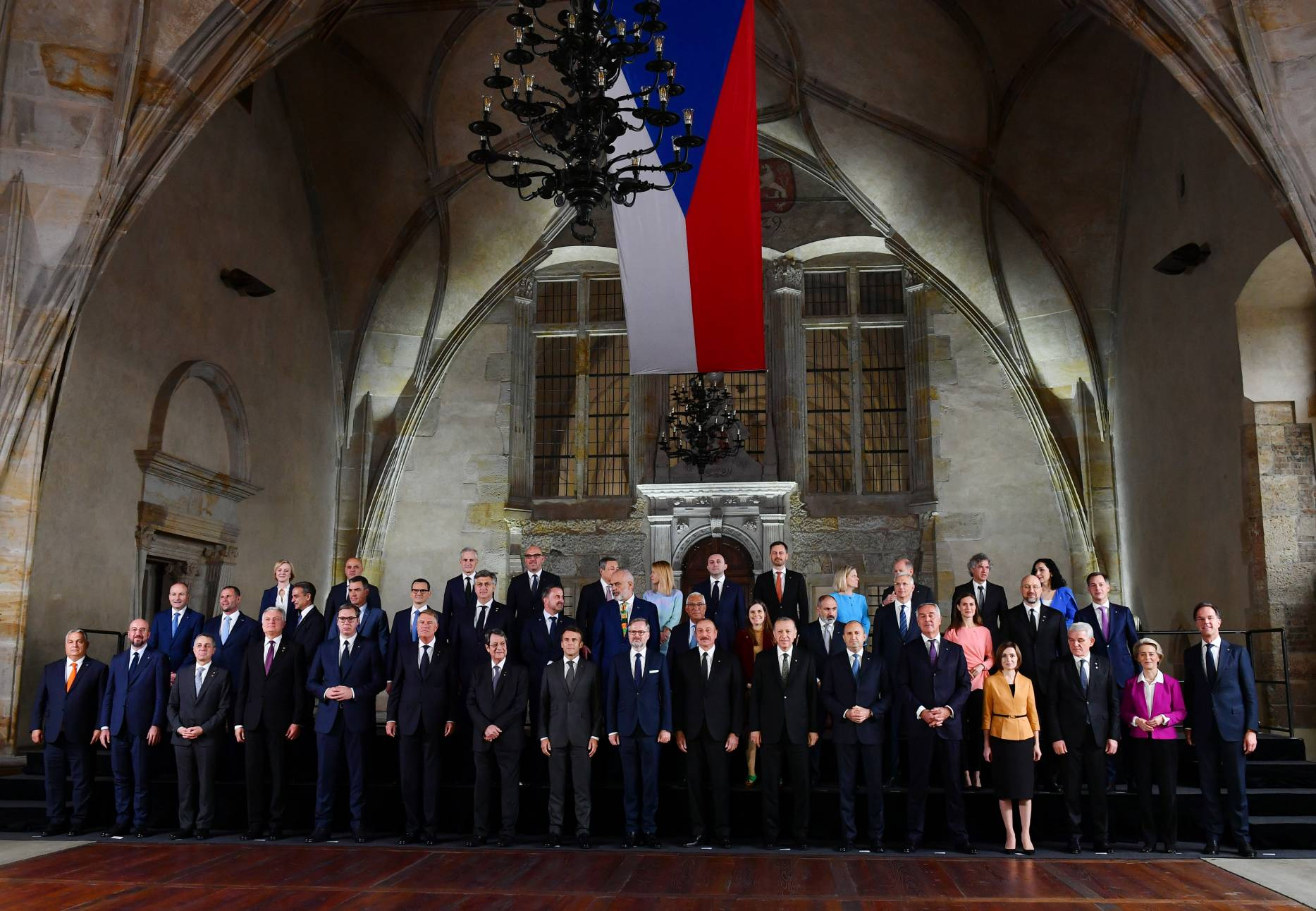
Європейські лідери на першому саміті ЄПС у Чехії

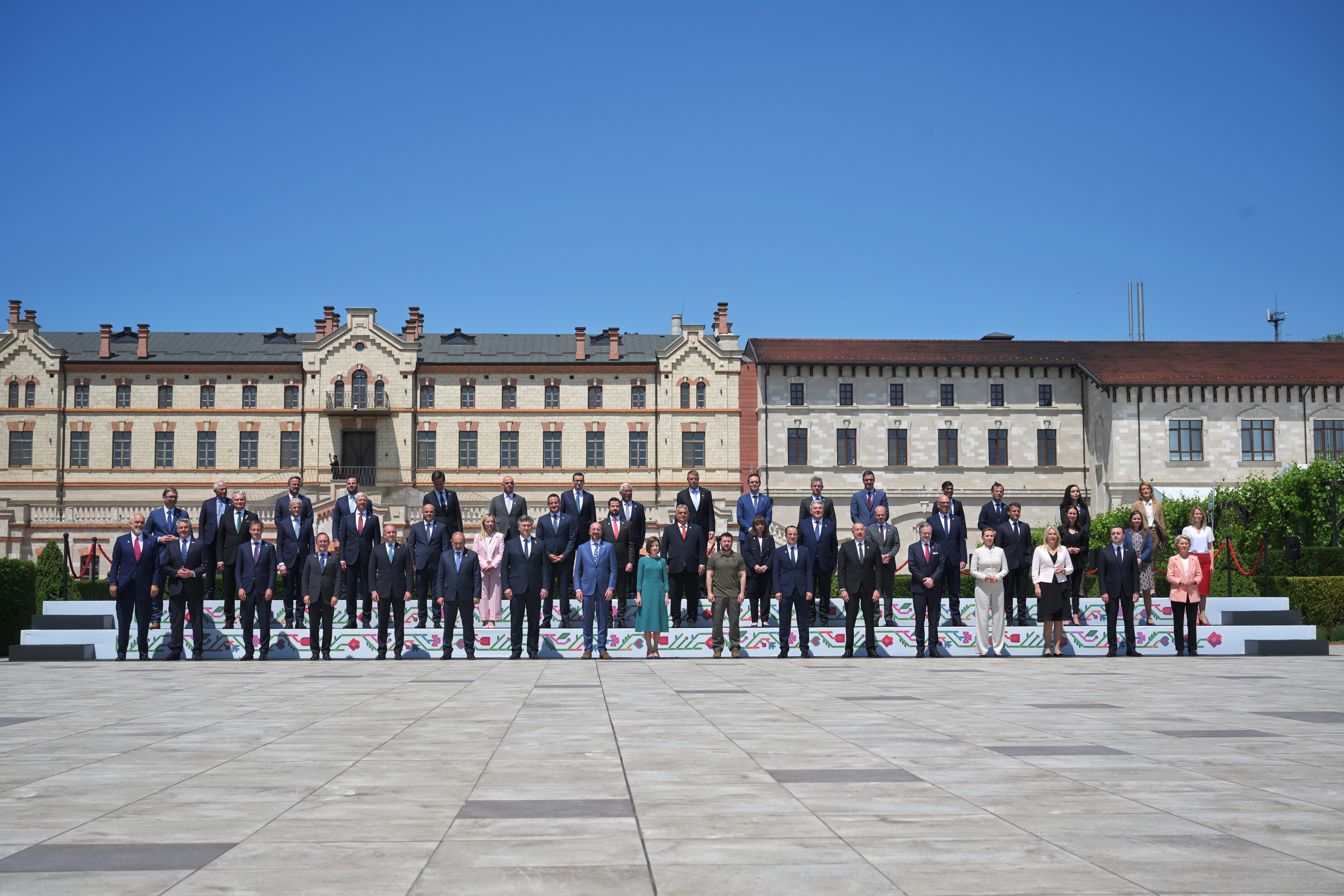
Європейські лідери на другого саміті ЄПС у Молдові

Передбачається, що щороку проводитимуться два саміти по черзі між країнами ЄС і країнами, що не входять до ЄС. Перший саміт відбувся у Празі 6–7 жовтня 2022 року. Пряму трансляцію події транслювала мережа Євробачення.
29 вересня 2022 року Велика Британія оголосила, що візьме участь у зустрічі, і запропонувала прийняти наступну зустріч. Молдова проведе наступну зустріч, і теми, над якими лідери домовилися працювати, включають захист «ключових об'єктів», таких як трубопроводи, підводні кабелі, супутники.
У травні 2023 року Швейцарія висловила зацікавленість у проведенні саміту ЕПС навесні 2025 року. Сербія також висловила зацікавленість у проведенні майбутнього саміту.
| Дата             | Приймаюча країна | Приймаюче місто              | Приймаючий лідер             |
| ---------------- | ---------------- | ---------------------------- | ---------------------------- |
| 6–7 жовтня 2022  | Чехія            | Празький град, Прага         | Прем'єр-міністр Петр Фіала   |
| 1 червня 2023    | Молдова          | Замок Мімі, Булбоака         | Президент Мая Санду          |
| 5 жовтня 2023    | Іспанія          | Альгамбра, Гранада           | Прем'єр-міністр Педро Санчес |
| 18 липня 2024    | Велика Британія  | Бленгеймський палац, Вудсток | Прем'єр-міністр Ріші Сунак   |
| 7 листопада 2024 | Угорщина         | очікується                   | Прем'єр-міністр Віктор Орбан |

## Учасники
Країни та міжнародні організації, які беруть участь у ЄПС:

### Країни-члени Європейського Союзу
- Австрія[a]
- Бельгія
- Болгарія
- Хорватія
- Кіпр[b]
- Чехія
- Данія[c]
- Естонія
- Європейський Союз
- Фінляндія
- Франція
- Німеччина
- Греція
- Угорщина
- Ірландія
- Італія
- Латвія
- Литва
- Люксембург
- Мальта
- Нідерланди
- Польща
- Португалія
- Румунія
- Словаччина
- Словенія
- Іспанія
- Швеція

### Кандидати в члени Європейського Союзу та інші суміжні країни
- Албанія
- Боснія і Герцеговина
- Грузія
- Косово[b]
- Молдова
- Чорногорія
- Північна Македонія
- Сербія
- Туреччина
- Україна

### Країни-учасниці ЄАВТ
- Ісландія
- Ліхтенштейн
- Норвегія
- Швейцарія

### Інші європейські країни
- Вірменія
- Азербайджан
- Велика Британія
- Сан-Марино
- Андорра[d]
- Монако[d]

### Європейські країни, що не беруть участь
- Казахстан
- Ватикан[b]

### Не запрошені європейські країни
- Білорусь
- Росія

## Критика і суперечки
Згідно з Associated Press, критики стверджували, що EPC є спробою загальмувати потенційне розширення Європейського Союзу. «Хтось побоюється, що це може стати розмовним центром, який, можливо, збирається раз або два на рік, але позбавлений будь-якого реального впливу чи змісту» і що «ЄС не пропонує жодних грошей чи програм, і після саміту не буде опубліковано жодної офіційної заяви. Доказом його успіху, ймовірно, буде те, чи відбудеться друга зустріч насправді». Повідомляється, що створення цього нового форуму «збентежило» Раду Європи, а представник заявив, що «у сфері прав людини, демократії та верховенства права така пан'європейська спільнота вже існує: це Рада Європи.»